# Žiri (gemeente)
Žiri (Duits: Sairach) is een gemeente in Slovenië op de grens tussen de regio Gorenjska en de regio Primorska. Het telde tijdens de volkstelling in 2002 4868 inwoners. De gemeente beslaat ruim 49 km², waarin naast de hoofdplaats Žiri nog volgende dorpen liggen: Brekovice, Breznica pri Žireh, Goropeke, Izgorje, Jarčja Dolina, Koprivnik, Ledinica, Mrzli Vrh, Opale, Osojnica, Podklanec, Račeva, Ravne pri Žireh, Selo, Sovra, Zabrežnik, Žirovski Vrh.
In de ouheid verliep een van de wegen van dat wat nu Karinthië heet naar Aquilea via Žiri. Concrete bewijzen over permanente bewoning in het dal van Žiri treffen we eerst rond 1000 aan. In 973 en daaropvolgende jaren schenkt keizer Otto II de omgeving van Žiri aan de bisschop van Freising in Beieren. Omdat er nauwelijks sprake was van een voor economische activiteiten voldoende omvangrijke bevolking, begonnen de bisschoppen van Freising met het koloniseren van de dalen rondom Žiri. Deze Duitse kolonisten vestigden zich aan het eind van de 13e eeuw - uit deze tijd stamt tevens de eerste vermelding van Žiri: 1291.
In de 15e eeuw vonden ook hier invallen van de Turken plaats. Een nieuwe kolonisering vond plaats in de 16e en 17e eeuw, toen als gevolg van de in zwang komende ijzergieterijen arbeidskrachten benodigd werden, zoals dit ook het geval was in het nabije Železniki.
Vanaf 1847 bestaat in Žiri een kantklostraditie, die zich in vorm en motieven onderscheidt van de beide andere traditionele centra van het Sloveense kantklossen, Idrija en Železniki.
Bled · Bohinj · Cerklje na Gorenjskem · Gorenja vas-Poljane · Jesenice · Jezersko · Kranj · Kranjska Gora · Naklo · Preddvor · Radovljica · Šenčur · Škofja Loka · Tržič · Železniki · Žiri · Žirovnica